# Leontyne Price

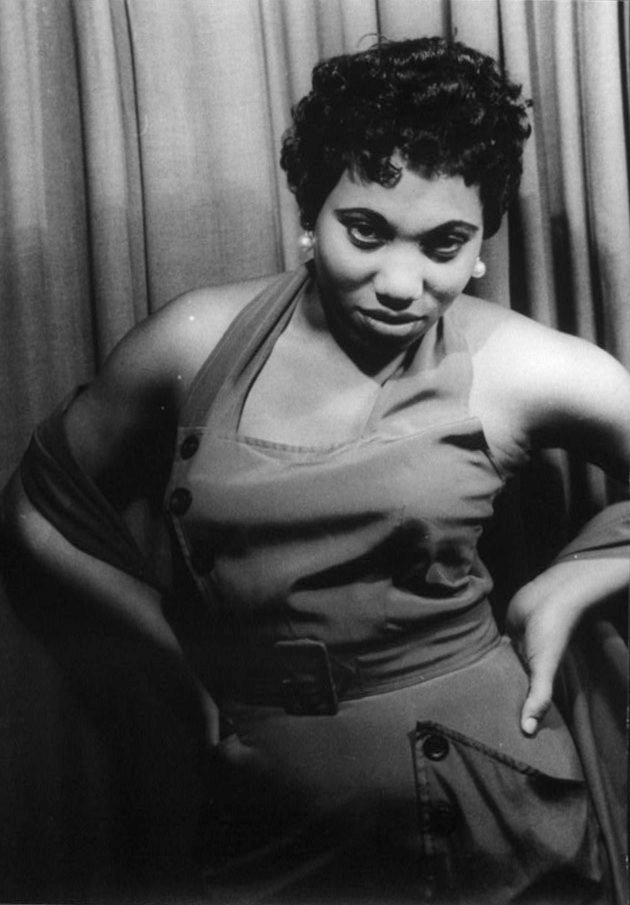
Leontyne Price jako Bess w Porgy and Bess G. Gershwina, 1953
fot. Carl Van Vechten

Mary Violet Leontyne Price (ur. 10 lutego 1927 w Laurel w stanie Missisipi) – amerykańska śpiewaczka operowa, sopran. Pierwsza czarnoskóra diwa Metropolitan Opera, legendarna interpretatorka sopranowych ról w operach Giuseppe Verdiego i Giacomo Pucciniego, laureatka 19 statuetek Grammy. Zyskała sławę w latach 50. i występowała na scenie do 1985 (dawała recitale jeszcze przez dalsze kilkanaście lat). Została odznaczona Prezydenckim Medalem Wolności w 1965 i Narodowym Medalem Sztuk w 1985.

## Początki kariery
Leontyne Price urodziła się w stanie Missisipi w rodzinie akuszerki i młynarza. Jako trzyletnie dziecko zaczęła uczyć się gry na fortepianie u miejscowego nauczyciela. W wieku lat dziesięciu usłyszała śpiewającą Marian Anderson i zapragnęła zostać śpiewaczką. Jako nastolatka śpiewała w chórach przy kościele metodystów oraz w chórze szkolnym. Jej niezwykłe zdolności wokalne  pierwsza dostrzegła Elizabeth Chisholm, kobieta, u której ciotka Leontyne Price była gospodynią domową. Jednak na amerykańskim południu czarnoskóra dziewczyna mogła liczyć w najlepszym razie na karierę nauczycielki muzyki. Price podjęła zatem studia w Wilberforce College (przeznaczonym wyłącznie dla Afroamerykanów), gdzie zdecydowanie się wyróżniała. Z pomocą Elizabeth Chrisholm oraz Paula Robesona otrzymała stypendium w Juilliard School w Nowym Jorku.
W 1952 zadebiutowała na scenie w uczniowskim przedstawieniu Falstaffa Giuseppe Verdiego i jeszcze w tym samym roku wcieliła się w postać Bess w operze George’a Gershwina Porgy and Bess. Odbyła z tą operą ogólnokrajowe tournée; następnie występowała  w niej na scenach Wiednia, Paryża, Berlina i Londynu.
Leontyne Price zdawała sobie sprawę z trudności czekających w USA czarnoskórą śpiewaczkę i choć od czasów szkolnych zafascynowana była operą, planowała początkowo karierę solową w formie indywidualnych recitali, na wzór jej idolki, Marian Anderson. W 1955 została jednak zaproszona na występ razem z zespołem Metropolitan Opera w koncercie charytatywnym. Następnie w lutym 1956 zagrała rolę Toski w operze Giacoma Pucciniego w przedstawieniu telewizyjnym; została z tą chwilą pierwszą Afroamerykanką śpiewającą w sfilmowanym nagraniu opery. Szersza dystrybucja nagrania została zablokowana przez grupę południowych współpracowników sieci NBC, dla których pojawienie się czarnoskórej śpiewaczki w roli romantycznej heroiny było obrazą. Tymczasem Price dalej dawała recitale w USA, a także w Indiach i Australii.

## Debiut na wielkich scenach
20 września 1957 Price zagrała panią Lidoine w amerykańskiej premierze Dialogów karmelitanek Francisa Poulenca, a kilka tygodni później nieoczekiwanie zastąpiła Antoniettę Stellę w roli Aidy – rola ta miała się stać jej najsłynniejszą kreacją. W maju 1958 została zaproszona do opery wiedeńskiej, by wystąpić w Aidzie oraz Czarodziejskim flecie. W Wiedniu razem z Herbertem von Karajanem nagrała kolejno Don Giovanniego (jako Zerlina), Trubadura (jako Leonora) i Toskę oraz muzykę wokalną Beethovena.
W drugiej połowie lat 50. Price pojawiała się na scenach Londynu, Werony i  mediolańskiej La Scali, ponownie wcielając się w Aidę.

## Metropolitan Opera
27 stycznia 1961 Leontyne Price zadebiutowała w pierwszoplanowej roli w Metropolitan Opera – zagrała Leonorę w Trubadurze Giuseppe Verdiego. Jej występ spotkał się z niezwykle pozytywnym przyjęciem. Chociaż nie była pierwszym ciemnoskórym artystą obsadzonym w głównej roli w nowojorskiej operze, okazała się pierwszą, która regularnie wykonywała takie partie i otrzymywała za nie najwyższe przewidywane wynagrodzenie. Ponadto w 1961 była pierwszą Afroamerykanką, która wystąpiła w spektaklu otwierającym sezon.
W ciągu kolejnych 24 lat Price zagrała w Metropolitan Opera w 201 przedstawieniach, kreując dalszych 16 ról, z których najsłynniejszą pozostała jednak Aida. Poza tym Price zyskała sławę jako:
- Leonora w Trubadurze
- Donna Anna w Don Giovannim
- Liu w Turandot
- Elwira w Ernanim
- Tatiana w Eugeniuszu Onieginie
- Leonora w Mocy przeznaczenia
- Amelia w Balu maskowym
- Kleopatra w Antoniuszu i Kleopatrze
- Cio-cio-san w Madame Butterfly
- Minnie w Dziewczynie ze Złotego Zachodu

## Lata siedemdziesiąte
Z wiekiem Leontyne Price coraz rzadziej pojawiała się na deskach scenicznych – śpiewała głównie recitale. Miewała problemy z głosem (pojawiły się one pierwszy raz w Dziewczynie ze złotego zachodu) i popadła w konflikt z kierownictwem opery; ograniczyła w konsekwencji swoje występy. Zagrała wprawdzie Giorgettę w Płaszczu Pucciniego, Manon Lescaut w operze pod tym samym tytułem oraz Ariadnę w Ariadnie na Naksos Richarda Straussa, jednak w rolach tych nie odniosła sukcesu porównywalnego z wcześniejszymi. W 1973 śpiewała na pogrzebie Lyndona Johnsona i wróciła na krótko do roli Donny Anny. W 1976 przez krótki czas grała ponownie w Aidzie. Rok później podjęła na nowo współpracę z von Karajanem; wystąpiła w Wiedniu w Trubadurze i nagrała Requiem Brahmsa razem z orkiestrą berlińską.

## Pożegnanie z operą
W latach 1981–1985 starzejąca się śpiewaczka na krótko wróciła do pełni dyspozycji; wcieliła się na nowo – ku wielkiemu zadowoleniu publiczności – we wcześniejsze role, w tym 3 sierpnia 1985 po raz ostatni w Aidę. W 2007 słuchacze Metropolitan Opera głosowali za uznaniem jej wykonania arii O patria mia za najwspanialszy moment w przedstawieniach tego teatru operowego w ciągu ostatnich 30 lat.
Leontyne Price nadal dawała recitale i koncerty po obu stronach Atlantyku – ze szczególnym upodobaniem występowała na Festiwalu w Salzburgu. Oficjalnie zakończyła karierę śpiewaczki w wieku 71 lat recitalem w Chapel Hill w Karolinie Północnej. Jeszcze w 2001 została poproszona o zaśpiewanie na koncercie ku czci pamięci ofiar ataku na World Trade Center. Obecnie mieszka na wsi pod Nowym Jorkiem. W 2007 w plebiscycie przeprowadzonym wśród krytyków muzycznych przez BBC Music zajęła czwarte miejsce w dwudziestce sopranów wszech czasów; ustąpiła Marii Callas, Joan Sutherland i Victorii de los Angeles.

## Nagrania
Dostępne są nagrania właściwie wszystkich oper, w których Price zagrała główne role kobiece, pięć albumów z wyborem arii, płyty z pieśnią niemiecką i francuską oraz dwa albumy z muzyką kościelną. W 1996, dla uczczenia 70 urodzin artystki, RCA-BMG wydała kolekcjonerskie wydanie jedenastu płyt z jej wybranymi nagraniami. Istnieje jednak tylko jeden film rejestrujący całościowe wykonanie opery z udziałem Price – nagranie Mocy przeznaczenia z 1982.

## Życie prywatne
W 1952 poślubiła swojego partnera z przedstawienia Porgy i Bess, barytona Williama Warfielda. Związek ten nie był jednak szczęśliwy, podobno z powodu zbytniego zaangażowania obojga w rozwój indywidualnych karier, jak podaje Warfield w swojej autobiografii. W 1967 doszło do separacji, a sześć lat później – rozwodu pary. Nie mieli dzieci.